# Johann Heinrich Pestalozzi
Johann Heinrich Pestalozzi, švicarski pedagog in reformator izobraževalnega sistema, * 12. januar 1746, † 17. februar 1827. Ustanovil je mnogo izobraževalnih ustanov v nemško in francosko govorečih predelih Švice in bil avtor mnogih del o svojem revolucionarnem pristopu do izobraževanja. Predvsem Pestalozziju gre zasluga, da so v Švici nepismenost do leta 1830 praktično odpravili.

## Otroštvo in odraščanje
Pestalozzi se je rodil 12. januarja 1746 v Zürichu v Švici. Rodil se je protestantskim staršem, ki so se bili zaradi svoje veroizpovedi prisiljeni preseliti iz območja Locarna. Od leta 1761 je Pestalozzi obiskoval gimnazijo (Collegium Humanitatis), med drugim pod mentorstvom Johanna Jakoba Bodmerja in Johanna Jakoba Breitingerja. Že kot otrok je bil priča otroškemu delu v tovarnah in neuspešnemu šolskemu sistemu, kar je tudi kasneje vplivalo na njegove reformistične ideje o izobraževalnem sistemu. Pestalozzi se je na začetku šolal za duhovnika, vendar se je pod vplivom idej Jeana Jaquesa Rousseauja odločil za študij in kariero prava.

## Ukvarjanje s politiko
Sredi 18. stoletja je švicarska vlada obsodila dela J. J. Rousseauja (Emile, Družbena pogodba) kot nemoralna in nevarna za državo in krščanstvo. Bodmer, Pestalozzijev nekdanji mentor, je sprejel učenje Rousseauja in ustanovil Helvetsko skupnost (Die Helvetische Gesellschaft, Société Helvétique) z dvajsetimi drugimi filozofi, s čimer je želel razširiti svobodomiselne ideje. Devetnajstletni Pestalozzi je bil aktivni član Helvetske skupnosti in je napisal mnogo člankov za njen časopis. Zaradi svoje aktivnosti je bil za krajši čas zaprt, zaradi česar je moral opustiti študij prava in s tem kariero v tej stroki.

## Obdobje literarnega ustvarjanja
Leta 1780 je Pestalozzi objavil delo Večerne ure puščavnika.  Delo vsebuje nekatere njegove ideje, ki se imenujejo pestalozzijevske ideje. Leta 1781 je objavil prvi del dela Leonard in Gertruda , v katerem je podal krut opis kmečkega življenja, s katerim je bil bolje seznanjen kot njegovi sodobniki in delo je bilo zelo dobro sprejeto med bralci. Leta 1797 je napisal eno svojih najpomembnejših filozofskih del, ki se je imenovalo Raziskava narave in napredka človeške vrste. Na potovanju v Leipzig leta 1794 je Pestalozzi spoznal Johanna Wolfganga von Goetheja, Cristopha Martina Wielanda in Johanna Gottfrieda Herderja, ki so v Pestalozzijevih idejah videli nekatere rešitve izobraževalnega problema.

## Obdobje delovanja v šolskem sistemu
Pestalozzi se je odločil, da bo skušal reformirati švicarski šolski sistem. Napisal je učni načrt za šolo in ga poslal takratnemu novoizvoljenemu ministru za umetnost in znanost, ki je Pestalozzijev plan sprejel. V tem obdobju je Pestalozzi opravljal mnoga učiteljska dela, pri katerih je razvijal svojo tezo, da lahko dosežemo razumevanje skozi psihološko urejeno sekvenco. Pestalozzi je naučil osemletne otroke odličnega branja, risanja, pisanja in razumevanja aritmetike. To je vodilo do dela, v katerem je objavil rezultate svojih eksperimentov: Kako Gertrude uči svoje otroke , ki je dosegla uspeh, zaradi česar so šolo v Burgdorfu, ki jo je vodil Pestalozzi, obiskovale množice ljudi.

## Filozofska zapuščina
Pestalozzi je bil romantik, ki je verjel, da vsak aspekt otrokovega življenja pripomore k oblikovanju njegove osebnosti, karakterja in učenosti. V njegovem delu se močno odražajo ideje nemškega romanticizma. Z njim se je začela moderna doba izobraževanja in njegove ideje so po Evropi odmevale še stoletje v obliki velikih izobraževalnih reform. Verjel je v posameznikovo pravico do izobraževanja in podpiral demokratizacijo šolstva ter zagovarjal pravice nižjih slojev. Pestalozzi je osnoval metodo učenja po “glavi, srcu in rokah” v skladu s trditvijo, da so vsi posamezniki po naravi ‘dobri’ . Učenje otrok je imel za posebno akademsko disciplino, s čimer je postal začetnik pedagogike. Znan je predvsem po ti. pestalozzijevi metodi učenja, ki temelji na:
 
- interesih in potrebah otroka;

- pristopu, ki v center postavi otroka in ne učitelja; 
- aktivnem soudeležbi v učni izkušnji; 
- svoboda otroka glede na njegov razvoj in treniranje samodiscipline; 
- poudarku na praktičnem učenju; 
- uporabi učenčevih čutil pri zaznavanju in presoji; 
- sodelovanju med družino in šolo; 
- interdisciplinarni aktivnosti; 
- šolanju učiteljev in 
- avtoriteti, osnovani na ljubezni in ne sovraštvu ter strahu. 
Opazimo lahko, da so današnji izobraževalni sistemi te vrednote ponotranjili in na njih temeljijo. Pomembnost Pestalozzijevih idej je še danes razvidna v številnih šolah po vsem svetu, ki se imenujejo Pestalozzijevske šole. Ena izmed izobraževalnih ustanov, ki je prav tako temeljila na Pestalozzijevi metodi, je bila kantonska šola v Aarau, kjer se je med drugim šolal Albert Einstein, ki je poudarjal prednosti izobraževanja, ki temelji na svobodnih dejanjih in osebnih odgovornostih namesto na avtoriteti.